# Silnice II/218
Silnice II/218 je silnice II. třídy, která vede z Lub do Kraslic. Je dlouhá 14,2 km. Prochází jedním krajem a dvěma okresy.

## Vedení silnice

### Karlovarský kraj, okres Cheb
- Luby (křiž. II/212, III/21030)

### Karlovarský kraj, okres Sokolov
- Valtéřov (křiž. III/2181)
- Černá
- Čirá (křiž. III/2182)
- Sněžná (křiž. III/2183, III/2184)
- Kraslice (křiž. III/2181, III/2185)